# Redenção do Gurguéia
Redenção do Gurguéia là một đô thị thuộc bang Piauí, Brasil. Đô thị này có diện tích 2468,006 km², dân số năm 2007 là 8270 người, mật độ 3,35 người/km².